# XXI округ (Будимпешта)
XXI округ (мађ. XXI. kerület) или Чепел (мађ. Csepel) је један од 23 округа Будимпеште.
Налази се на северном делу дунавског острва Чепел.
Формиран је 1. јануара 1950.